# Dämonen-Quadrille
Die Dämonen-Quadrille ist eine Quadrille von Johann Strauss (Sohn) (op. 19). Sie wurde am 15. Oktober 1845 in Dommayers Casino in Wien erstmals aufgeführt.